# Clemens Schickentanz
Clemens Schickentanz (ur. 24 maja 1944 w Coesfeld) – niemiecki kierowca wyścigowy.

## Kariera
Schickentanz rozpoczął karierę w międzynarodowych wyścigach samochodowych w 1971 roku od startów w European Touring Car Championship. Z dorobkiem dziesięciu punktów uplasował się tam na siedemnastej pozycji w klasyfikacji generalnej. W późniejszych latach Niemiec pojawiał się także w stawce German Racing Championship, 24-godzinnego wyścigu Le Mans (gdzie w 1973 rok odniósł zwycięstwo w klasie GT 3.0), European GT Championship, European Endurance Championship oraz FIA World Endurance Championship.